# František Skála
František Skála (Prága, 1956. február 7. –) cseh szobrász, festő, gyermekkönyv-illusztrátor, zenész és táncos.

## Életútja, munkássága
A Sklep (Pince) színház tagja, a Keményfejűek (Tvrdohlaví) csoport alapító tagja, a titkos B. K. S. csoport tagja (Bude Konec Světa, A világnak vége lesz), A Zöld Bárányka Rendjének lovagja (Zelené berušky), számos zenekar tagja (Malý Taneční Orchestr Universal Praha - Prága Universal Kis Tánczenekar, Finský Barock - Finn Barokk, Tros Sketos. A Jindřich Chalupecký-díj nyertese 1991-ben.
Kirobbanó alkotó energiákkal rendelkezik, szobrász munkáihoz talált tárgyakat és természetes anyagokat használ. „1963-ig Karlínban nevelkedtem. Legrégebbi emlékem: Egy háromkerekűn barangolok a Cyril és Metód parkban, ahol tárgyakat keresek.” Hulladékokból különleges gitárokat készít, tengeri moszatból fejek sorozatát készíti el, megalkotja a Prágai Akropolisz palota belső modelljét, kiadja saját kézzel illusztrált útinaplóját.
Hangsúlyozza a környezettudatosságot, ezért önként lemond civilizációs eszközökről - nincs mobilja, autója, tv-je és számítógéppel sem dolgozik.
Fafaragónak tanult a Prágai Iparművészeti Szakközépiskolában 1971 és 1975 közt. 1976 és 1982 közt a Prágai Iparművészeti Főiskolán film és televíziós grafikát tanult.
Alkotói munkájával a Nemzetközi Karlovy Vary Filmfesztiválon, mint a Tros Sektos csoport (további tagok: Jaroslav Róna, Aleš Najbrt) tagja díjazásban részesült.
Képregénymunkáit 1987-ben az Albatros kiadó adta ki Velké putování Vlase a Brady (A haj és a szakáll nagy vándorlása).
2004-ben a legrangosabb kortárs kiállítótérben a Rudolfinumban mutatja be szobrait, festményeit, installációit.